# Rudolf Wilhelm Schoeller
Rudolf Wilhelm Schoeller (18. dubna 1827, Düren – 3. září 1902, Curych) byl německý textilní podnikatel a konzul ve Švýcarsku.

## Životopis
Narodil se v Dürenu jako syn textilního továrníka Leopolda Schoellera (1792–1884). S manželkou Carolinou roz. Schenkel měl syny Arthura (1852–1933) a Caesara (1853–1918).
Rudolf získal v otcově podniku potřebnou kvalifikaci v textilním oboru a když otec v roce 1849 koupil přádelnu česané vlny ve Vratislavi, předal Rudolfovi její vedení. Ten přesídlil v roce 1867 do Curychu, založil ve stejném roce v Schaffhausenu (první švýcarskou) přádelnu česané vlny a vratislavskou přádelnu vedl dále jako filiálku. V roce 1871 zřídil v Curychu barevnu vlny a v letech 1896/1897 koupil textilky v rakouském Hardu a Bregenzi. V té době investoval také do plantáží bavlníku a sisalu ve Východní Africe. V letech 1881–1886 vedl německý konzulát v Curychu.
Rudolfovi synové a vnuci rozšiřovali podnik dále. V roce 1908 získali akciovou většinu na vlnařské přádelně v Eitorfu (v Severním Porýní), ve Švýcarsku převzali vlnařské tkalcovny v Sevelenu a v Rüti a v USA otevřeli v roce 1939 prodejní agenturu, v roce 1946 barevnu a úpravnu textilií a v roce 1978 výrobu příze pro průmyslové zpracování.
V roce 1953 převzal Ulrich Albers jako partner část majetku Schoellerů a po smrti Rudofova vnuka Waltra Scholellera v roce 1979 vlastnila rodina Albersů celou firmu. V roce 1995 koupili přádelnu česané vlny v Křešicích (kapacita cca 4000 ročních tun příze). Provoz pak patřil k podniku pod jménem Schoeller GmbH & CoKG v Hardu, kde byla barevna příze a vedení firmy. Tato firma převzala v roce 2002 část bývalého bavlnářského kombinátu ve slovenských Levicích a umístila tam zařízení na výrobu cca 1000 tun příze z česané vlny. Všechny tři provozy zaměstnávaly asi 850 lidí, roční obrat měl dosahovat 85 milionů €. Slovenský provoz byl však již v roce 2005 zrušen.
Jako Albers & Co. patřila v roce 2010 k podniku také výroba ručněpletacích přízí Schoeller GmbH v německém Süssenu, tkalcovna Schoeller Textil v Sevelenu a obchod s imobiliemi se 777 zaměstnanci. Firma dosáhla 181 milionů CFR obchodního obratu. V roce 2011 převzali tři ředitelé firmy celý Albersův podnik jako management-buy-out pod označením Schoeller Spinning Group. V roce 2018 prodali tento podnik thajské firmě Indorama.